# 18997 Мізрахі
18997 Мізрахі (18997 Mizrahi) — астероїд головного поясу, відкритий 1 вересня 2000 року.
Тіссеранів параметр щодо Юпітера — 3,426.